# 铁栏井
铁栏井，又称铁井栏，位于温州市鹿城区兴文里大厦北侧，是温州老城内的一口古井。
铁栏井深约5米，井口内径约1.7米。因井栏用铁铸成，故而得名。井栏下圈为北宋元祐六年（1091）所铸，外壁有“元祐辛未僧子晖将楚环陪库钱银做此井并依明堂所置”二十三字。井栏上圈为南宋庆元四年（1198）所铸，内壁有阳文楷书“庆元戊午年九月日当寺住山比丘重铸”四行十六字。清咸丰元年（1851）在铁铸井栏外侧和井沿上加砌青石，中華民國七年（1918）又重修，均有题刻在青石井栏外侧。因此次加砌，铁铸井栏下圈外壁的二十三字已无法得见。近年井上加盖不锈钢罩，井水不再供居民日常使用。:148:19
温州地区广泛流行的鼓词大戏《娘娘词》中说，蔡襄为造洛陽橋，派手下到温州请“三人一目仙”，三位仙人收信后便跳入铁栏井，即直达福建泉州。
铁栏井北侧道路因此井得名，旧称“铁井栏街”，今径称“铁井栏”。:106
1997年，铁栏井列入浙江省文物保护单位名录。
- 井壁上有“铁井栏”及“合地重建”等字
- 内壁可见铁铸井栏